# Phagnalon phagnaloides
Phagnalon phagnaloides là một loài thực vật có hoa trong họ Cúc. Loài này được (Sch.Bip. ex A.Rich.) Cufod. miêu tả khoa học đầu tiên năm 1966.